# Floyd Ayité
Floyd Ayité (ur. 15 grudnia 1988 w Bordeaux) – togijski piłkarz występujący na pozycji napastnika w Fulham.

## Kariera klubowa
Ayité karierę rozpoczynał w 2005 roku w rezerwach zespołu Girondins Bordeaux. Przez trzy sezony rozegrał w nich 66 spotkań i zdobył 12 bramek. W 2008 roku został wypożyczony do drugoligowego Angers SCO. W Ligue 2 zadebiutował 1 sierpnia 2008 w wygranym 3:1 meczu ze Stade de Reims. 28 listopada 2008 w zremisowanym 3:3 spotkaniu z Montpellier HSC strzelił pierwszego gola w trakcie gry w Ligue 2. W sezonie 2008/2009 w barwach Angers zagrał 33 razy i zdobył 3 bramki. Na sezon 2009/2010 został wypożyczony z Girondins do AS Nancy, również grającego w Ligue 1. W tych rozgrywkach Ayité pierwszy mecz zaliczył 8 sierpnia 2009 przeciwko Valenciennes FC (3:1). Nie był podstawowym zawodnikiem i częściej grywał w rezerwach. Latem 2010 roku powrócił do Girondins.
W 1 lipca 2014 roku podpisał kontrakt z SC Bastia.
| Sezon   | Klub               | Kraj    | Rozgrywki      | Mecze | Bramki | Rozgrywki Europy | Mecze | Bramki |
| ------- | ------------------ | ------- | -------------- | ----- | ------ | ---------------- | ----- | ------ |
| 2008/09 | SCO Angers (wyp.)  | Francja | Ligue 2        | 33    | 3      | –                | –     | –      |
| 2009/10 | AS Nancy (wyp.)    | Francja | Ligue 1        | 6     | 0      | –                | –     | –      |
| 2010/11 | Girondins Bordeaux | Francja | Ligue 1        | 7     | 0      | –                | –     | –      |
| 2011/12 | Stade de Reims     | Francja | Ligue 2        | 18    | 3      | –                | –     | –      |
| 2012/13 | Stade de Reims     | Francja | Ligue 1        | 23    | 2      | –                | –     | –      |
| 2013/14 | Stade de Reims     | Francja | Ligue 1        | 32    | 5      | –                | –     | –      |
| 2014/15 | SC Bastia          | Francja | Ligue 1        | 30    | 6      | –                | –     | –      |
| 2015/16 | SC Bastia          | Francja | Ligue 1        | 32    | 7      | –                | –     | –      |
| 2016/17 | Fulham             | Anglia  | Championship   | 31    | 9      | –                | –     | –      |
| 2017/18 | Fulham             | Anglia  | Championship   | 28    | 4      | –                | –     | –      |
| 2018/19 | Fulham             | Anglia  | Premier League | 15    | 1      | –                | –     | –      |

Stan na: 14 maja 2019 r.

## Kariera reprezentacyjna
W reprezentacji Togo Ayité zadebiutował w 2007 roku. 14 listopada 2009 w wygranym 1:0 meczu eliminacji Mistrzostw Świata 2010 z Gabonem strzelił pierwszego gola w drużynie narodowej. W 2010 roku znalazł się w kadrze na Puchar Narodów Afryki. Reprezentacja Togo wycofała się jednak z tego turnieju, po ostrzelaniu jej autobusu.